# 안관욱
안관욱(安官旭, 1961년 11월 8일 ~ )은 대한민국의 바둑 기사이다.

## 약력
1991년에 입단했다. 1993년 한국이동통신배 저단진에서 우승하고 제11기 박카스배 본선에 진출했다. 1994년 제11기 박카스배와 제3기 연승바둑최강전, 제18기 국기전 본선에 올랐다. 1996년 4단으로 승단했고 한국이동통신배 저단진 우승에 이어 제2기 테크론배 본선에 진출했다. 2002년 5단으로 승단하고 2004년 제1기 전자랜드배 왕중왕전 백호부 16강에 올랐고 6단으로 승단했다. 2007년 7단을 거쳐 2010년 4월에 8단으로 승단하였다. 2012년 제3기 대주배 본선 4강에 진출했다. 2016년 9단으로 승단했다.